# Патриція Гайсміт
Мері Патриція Пленгман (англ. Mary Patricia Plangman), знана як Патри́ція Га́йсміт (англ. Patricia Highsmith, 19 січня 1921 — 4 лютого 1995) — американська письменниця, авторка психологічних нуар-детективів та серії книг про Тома Ріплі.
Її перший роман «Незнайомці в потягу» (1950) про подвійне вбивство був екранізований Альфредом Гічкоком. У пенталогії про Томі Ріплі вона створила образ злочинця, що викликає захоплення, змішане з відразою.

## Біографія
Народилася в містечку Форт-Верт (штат Техас), але спочатку дівчинка жила в Нью-Йорку і її виховувала бабуся по материнській лінії (пізніше вона називала цей час «маленьке пекло»), а згодом матір Мері Коатс (13 вересня 1895 — 12 березня 1991) з вітчимом Стенлі Гайсмітом (мати побралася з ним у 1924), які були професійними акторами. Мати Патриції розлучилася з її батьком Джеєм Бернардом Пленгманом (1889—1975) за 10 днів до її народження. Юна Гайсміт була в досить напружених стосунках з матір'ю, часто кривдила вітчима, хоча пізніше нерідко намагалася переманити його на свій бік у сварках з матір'ю. Як говорила сама Гайсміт, її мати зізналася, що намагалася перервати вагітність, випивши скипидар. Гайсміт так і не звикла до стосунків «люблю-ненавижу», що переслідувало її до кінця життя і описане нею в оповіданні «Черепаха» (про хлопчика, що зарізав свою матір).
Бабуся навчила Патрицію читати ще в ранньому дитинстві. Гайсміт простудіювала велику бібліотеку матері й вітчима. У 8 років відкрила для себе «Людський розум» Карла Меннінгера і прийшла в захоплення від обстежень пацієнтів із такими психічними відхиленнями, як піроманія та шизофренія.
Віддавала перевагу над людьми компанії тварин. У неї жили кішки і равлики. Останні, за словами Гайсміт, вселяли їй дивний спокій, в саду у письменниці жили кілька сотень цих молюсків, іноді вона возила частину з них із собою. Якось Гайсміт сказала: «Моя уява працює значно краще, якщо мені не доводиться спілкуватися з людьми». За словами її знайомого Отто Пенцлера, «Гайсміт була недоброзичливою, важкою, неприємною, жорстокою, нелюблячою людиною. Я так і не зміг зрозуміти, як взагалі людська істота може бути настільки відразливою». Як стверджує біограф письменниці Ендрю Вілсон у книзі «Красива тінь», життя Гайсміт не було простим: вона мала алкоголізм, її романи тривали не більше кількох років, а сучасники бачили її жорстокою людиноненависницею.
З 1981 року жила в селі Ауріджено, Швейцарія, з 1987 року — в громаді Тенья біля Локарно. Померла 4 лютого 1995 року в лікарні міста Локарно від лейкемії.

## Особисте життя
Не була у шлюбі та не мала дітей. Мала лесбійські схильності, та роман з американською письменницею Меріджейн Мікер (Marijane Meaker). Сексуальні стосунки Гайсміт були переважно з жінками.:

## У мистецтві
Вигадана історія останніх років Гайсміт у Швейцарії зображена в п'єсі австралійського драматурга Джоанни Мюррей-Сміт «Швейцарія» (2014). Вперше в Україні п'єса була поставлена Київським академічним драматичним театром на Подолі у 2024 році, саму Гайсміт зіграла заслужена артистка України Марія Рудковська. У 2025 році п'єса екранізована Антоном Корбейном, у ролі Гайсміт — Гелен Міррен.

### Романи
- «Незнайомці в потягу» (Strangers on a Train, 1950)
- «Ціна солі» (The Price of Salt, 1953)
- «Бовдур» (The Blunderer, 1954)
- «Талановитий містер Ріплі» (The Talented Mr. Ripley, 1955)
- Deep Water (1957)
- «Гра на виживання» (A Game for the Living, 1958)
- «Ця солодка недуга» (This Sweet Sickness, 1960)
- The Two Faces of January (1961)
- «Крик сови» (The Cry of the Owl, 1962)
- The Glass Cell (1964)
- «Вигадник вбивств» (A Suspension of Mercy, aka The Story-teller, 1965)
- «Ті, хто йдуть геть» (Those Who Walk Away, 1967)
- «Сходження» (The Tremor of Forgery, 1969)
- «Ріплі під землею» (Ripley Under Ground, 1970)
- «Викуп за собаку» (A Dog's Ransom, 1972)
- «Гра Ріплі» (Ripley's Game, 1974)
- Edith's Diary (1977)
- «Хлопчик, який слідував за Ріплі» (The Boy Who Followed Ripley, 1980)
- People Who Knock on the Door (1983)
- Found in the Street (1987)
- «Ріплі під водою» (Ripley Under Water, 1991)
- Small g: a Summer Idyll (1995)

### Збірки оповідань
- Eleven (1970)
- Little Tales of Misogyny (1974)
- The Animal Lover's Book of Beastly Murder
- Slowly, Slowly in the Wind (1979)
- The Black House (1981)
- Mermaids on the Golf Course (1985)
- Tales of Natural and Unnatural Catastrophes (1987)
- Nothing That Meets the Eye: The Uncollected Stories (2002)
- Man's Best Friend and Other Stories (2004)

## Екранізації
- 1951 — «Незнайомці в потягу» (за однойменним романом)
- 1960 — «На яскравому сонці» (за романом «Талановитий містер Ріплі»)
- 1963 — «Вбивця» (за романом «Бовдур»)
- 1969 — «Коли тебе цілує незнайомець» (за романом «Незнайомці в потягу»)
- 1977 — «Американський друг» (за романом «Гра Ріплі»)
- 1977 — «Скажіть їй, що я її люблю» (за романом «Ця солодка недуга»)
- 1978 — «Скляна клітка» (за однойменним романом)
- 1981 — «Глибокі води» (за однойменним романом)
- 1983 — «Щоденник Едіт» (за однойменним романом)
- 1986 — «Дволикий січень» (за однойменним романом)
- 1987 — «Крик сови» (за однойменним романом)
- 1996 — «Коли ти зустрінеш незнайомця» (за романом «Незнайомці в потягу»)
- 1999 — «Талановитий містер Ріплі» (за однойменним романом)
- 2002 — «Гра Ріплі» (за однойменним романом)
- 2005 — «Повернення містера Ріплі» (за романом «Ріплі під землею»)
- 2009 — «Крик сови» (за однойменним романом)
- 2014 — «Дволикий січень» (за однойменним романом)
- 2015 — «Керол» (за романом «Ціна солі»)
- 2016 — «Особливий злочин» (за романом «Бовдур»)
- 2022 — «Глибокі води» (за однойменним романом)
- 2024 — «Ріплі» (за романом «Талановитий містер Ріплі»)

## Нагороди
- 1946 — Премія О. Генрі «за найкраще дебютне оповідання» «Героїня», опубліковане в журналі Harper's Bazaar
- 1951 — Номінована на Премію Едгара Алана По «за найкращу дебютну повість» «Випадкові попутники»
- 1956 — Номінована на Премію Едгара Алана По «за найкращий роман» «Талановитий містер Ріплі»
- 1957 — Нагорода за найкращий іноземний роман французької премії «Гран-прі поліцейської літератури» за «Талановитий містер Ріплі»
- 1963 — Премія Едгара Алана По «за найкраще оповідання» «Черепаха»
- 1964 — Премія Даггер в категорії «найкращий іноземний роман» присуджена Асоціацією письменників детективного жанру Великої Британії за роман «The two faces of January»
- 1975 — Головний приз премії «Чорний гумор»[fr] за «L'Amateur d'escargot»
- 1990 — Офіцер французького Ордена мистецтв та літератури[12]